# 彼得·拉松
彼得·拉松（瑞典語：Peter Larsson，1961年3月8日—），瑞典男子足球运动员，场上位置是中场。他曾代表瑞典国家队参加1990年国际足联世界杯，结果队伍止步小组赛阶段。